# Малый Новопесковский переулок
Ма́лый Новопеско́вский переу́лок — небольшая улица в центре Москвы в районе Арбат между 1-м Николощеповским и Проточным переулками.

## История
Назван в конце XIX веке по расположению на песчаном берегу Москвы-реки. Приставка Ново- отличает его от более старых и находящихся сравнительно недалеко Спасопесковского и трёх Николопесковских переулков. Малым же он назван в отличие от Большого Новопесковского переулка (проходившего севернее Проточного), ныне застроенного и упразднённого.

## Описание
Малый Новопесковский переулок проходит от Проточного переулка на юг до Смоленского метромоста, соединяется проездом с 1-м Николощеповским.